# Saints-en-Puisaye
Saints-en-Puisaye è un comune francese di 615 abitanti situato nel dipartimento della Yonne nella regione della Borgogna-Franca Contea.
Il comune si è chiamato Saints fino al 1º agosto 2012

## Società

### Evoluzione demografica
Abitanti censiti